# 平中神谷
平中神谷（たいら なかかべや）は、福島県いわき市の大字である。郵便番号は970-8021。

## 地理
いわき市中央部の平地区に属し、地区内東部に位置する。北で平上片寄、北東で平下片寄、東で平下神谷、南で平山崎と、西で平塩、平上神谷とそれぞれ隣接する。概ね町村制施行以前の磐城郡中神谷村の流れを汲む地域である。夏井川左岸流域の平野部と北側の山林を範囲とする。川沿いの平野部は東西に横切るJR常磐線を境に北側に水田が広がり、山裾に集落が存在する。南側は住宅地が広がり、同じく東西に横切る国道399号（旧国道6号）に沿い店舗や工場なども立地する。内郷御厩町に所在するいわき中央警察署及び平字正内町に所在する平消防署がそれぞれ管轄にあたる。

### 主な字
字
- 金沢
- 薬師前
- 水前
- 大沼
- 寺前
- 十二所
- 六本榎

- 十二所河原
- 塚ノ町
- 瀬戸
- 天神
- 下知内
- 東作
- 地曾作

- 清水
- 柳橋
- 北鳥沼
- 北出口
- 南鳥沼
- 後原
- 石脇

- 籠田
- 立鉾
- 前河原
- 大年
- 苅萱
- 細田
- 宿畑

## 河川
- 夏井川
  - 中井川（二次支流）
- 小川江筋

## 歴史
- 1879年1月27日 - 笠間藩領中神谷村が福島県内における郡区町村制の施行により磐城郡の村となる[4]。
- 1889年4月1日 - 町村制の施行により中神谷村が鎌田村、塩村、上神谷村、上片寄村、下片寄村と合併し、磐城郡神谷村が発足する。旧中神谷村域は神谷村の大字となる[4]。
- 1896年4月1日 - 磐城郡と周辺郡との合併により石城郡が発足し、石城郡神谷村となる[4]。
- 1950年5月15日 - 神谷村が平市と合併し、平市の大字となる[4]。
- 1966年10月1日 - 平市が磐城市・常磐市・内郷市・勿来市、石城郡小川町・遠野町・四倉町・川前村・田人村・好間村・三和村、双葉郡久之浜町・大久村と合併しいわき市となり、いわき市平地区の大字となる[4]。

## 世帯数と人口
2023年10月31日現在の世帯数と人口は以下の通りである。
| 大字     | 世帯数   | 人口   |
| -------- | -------- | ------ |
| 平中神谷 | 1666世帯 | 3482人 |

## 小・中学校の学区
市立小・中学校に通う場合、学区は以下の通りとなる。
| 番地 | 小学校                 | 中学校                 |
| ---- | ---------------------- | ---------------------- |
| 全域 | いわき市立平第六小学校 | いわき市立平第二中学校 |

## 交通

### 鉄道
- JR常磐線（域内に駅は存在しない）

### 道路
- 国道6号常磐バイパス（域内西部をランプウェイ等がかすめる）
  - 夏井川橋
- 国道399号（旧国道6号）
- 一級市道塩泉崎線

### バス
新常磐交通路線バス
- （いわき駅方面） - 日東電工 - 瀬戸入口 - 平六小入口 - 神谷住宅口 - （四倉方面）
  - いわき駅～四倉
- （いわき駅方面） - 六本榎 - 中神谷 - 平六小 - （草野駅方面）
  - いわき駅～草野駅

## 施設
- いわき市立平第六小学校
- 学校法人松崎学園 神谷こども園
- 学校法人中野学園 はな幼稚園
- かべや保育園
- 中神谷県営住宅
- 神谷郵便局
- 福島日産自動車　いわき神谷店
- 日産プリンス福島販売　Pステージ23
- ダイナム　いわき平店
- スーパーホテル　福島・いわき
- 日東電工
- 東北金属化学
- 浄土宗大円寺
- 曹洞宗一山寺
- 愛宕地蔵尊
- 大年神社
- 出羽神社
- 高月稲荷神社